# Choele Choel (1869)
El Choele Choel fue un buque de vapor que sirvió en la Armada Argentina durante la Guerra de la Triple Alianza y la Rebelión Jordanista, así como en la exploración de los ríos patagónicos.

## Historia
El vapor Marianita construido en los astilleros del Riachuelo Fontana Hnos. tenía casco de hierro con planchas de 5 mm de espesor, tenía 25 m de eslora, 5.90 m de manga, 2.20 m de puntal, un calado de 1.70 m y 65 t de desplazamiento. 
Dos máquinas de vapor con una potencia de 65 HP, alimentadas por una caldera tubular, impulsaba dos hélices de tres palas, permitiéndole alcanzar una velocidad de 4.5 nudos. Sus carboneras tenían una capacidad de 18 t de combustible.
Al igual que el Feliz Colón, había sido construido para ser destinado a la navegación del Río Negro pero el ataque de Paraguay a la ciudad de Corrientes cambiaría las cosas.
Al comienzo de la Guerra de la Triple Alianza la marina de guerra argentina era prácticamente inexistente. La mayoría de los vapores utilizados en la Guerra entre la Confederación Argentina y el Estado de Buenos Aires se encontraban en reparaciones o se habían desarmado y arrendado por lo que al iniciarse las hostilidades solo pudo contarse con el Pampero y el Argos, de escaso valor militar, y el Guardia Nacional por lo que en una primera instancia se recurrió a numerosos buques de cabotaje mercante mediante contratos.
La matrícula de la marina mercante incluía para esas fechas 62 buques de ultramar (17069 toneladas), concentrados en Buenos Aires, y 1759 buques de cabotaje (34338 toneladas), distribuidos en todo el litoral de la República. En 1865 el aumento en la matrícula de cabotaje había sido de 114 buques.
Dos de los buques que se incorporaron, adecuados por propulsión y escaso calado, eran los pequeños vapores Transporte y Feliz Colón. Su utilidad se veía en cambio reducida ya que su escaso blindaje no era suficiente para actuar bajo fuego enemigo y su capacidad de carga era reducida para las necesidades logísticas del ejército. 
En diciembre de 1867 el ahora llamado vapor Transporte, se encontraba ya en alistamiento en La Boca del Riachuelo al mando del teniente de marina Ángel Castello y con una tripulación de 8 hombres. Allí se montó en coliza en proa un único cañón de bronce de a 8. 
Su alistamiento se trasladó a los talleres de la marina en el río Luján y finalizó ya iniciado 1868. Finalizado, con una tripulación aumentada a 15 hombres al mando del teniente Francisco Gómez  en marzo realizó su primer viaje hasta Itapirú, regresando en el mes de junio.
Sería su único viaje a la zona de operaciones, ya que a su regreso asumió el mando el capitán Ceferino Ramírez y con una tripulación de 3 oficiales y 16 marineros en el mes de octubre zarpó hacia Carmen de Patagones, permaneciendo estacionario hasta finalizar el año.
En enero de 1869 inició tareas de relevamiento hidrográfico en el Río Negro y de apoyo a la fundación y emplazamiento de Fortín Conesa.
El 24 de mayo arribó a Choele Choel iniciando hasta mediados de septiembre detallados estudios hidrográficos que le permitieron corregir la única cartografía de la región disponible en la fecha, la carta levantada por el piloto Nicolás Descalzi a bordo de la goleta Encarnación durante la expedición de 1833.
Al regresar a su apostadero en octubre de 1869, le fue cambiado el nombre por el de Choele Choel, y al mando de Clodomiro Urtubey continuó operando en el Río Negro hasta abril de 1870.
Al estallar el primer levantamiento liderado por Ricardo López Jordán en la provincia de Entre Ríos, el Choele Choel fue movilizado a la zona de operaciones, operando en el área del río Paraná Ibicuy controlando el tráfico fluvial en la zona hasta que jaqueada la rebelión Jordanista en febrero de 1871 fue trasladado con similar comisión al río Uruguay frente a Gualeguay en un intento infructuoso de evitar el repliegue de los vencidos al Uruguay.
Pese a su exitosa actividad en el río Negro, ya no volvería a sus aguas. Entre noviembre de 1871 y abril de 1875, al mando sucesivo del capitán Federico Spurr y del teniente Carlos Ball actuó como buque estacionario frente a Asunción del Paraguay. 
Tras regresar brevemente al Riachuelo, al mando del teniente Carlos Righini remontó nuevamente el río Paraná y el río Paraguay hasta fondear en Villa Occidental. El 18 de mayo de 1875 pasó a desarme y fue puesto a disposición del gobernador del Territorio Nacional del Chaco quien dado su pésimo estado lo rechazó.
Trasladado a Buenos Aires, fue cedido a la Capitanía del Puerto que lo utilizó como pontón para servicios generales sin comando ni tripulación militar.
Tras servir en similares funciones en río Luján, en junio de 1877 fue remolcado al Delta del Paraná para servir como buque de cuarentena.
Vuelto al Riachuelo, sirvió como pontón de la Armada hasta el 23 de julio de 1879, fecha en que fue vendido a Joaquín Carbalho por $f 1900, siendo utilizado como arenero.